# Дьяков, Иосиф Иванович
Иосиф Иванович Дьяков (22 марта [4 апреля] 1903, Гомель, Могилёвская губерния — 1 ноября 1984, Гомель) — старший лейтенант Рабоче-крестьянской Красной армии, участник Великой Отечественной войны, Герой Советского Союза (1945).

## Биография
Родился 22 марта (по новому стилю — 4 апреля) 1903 года в Гомеле в семье рабочего, белорус. Участвовал в Гражданской войне на Западном фронте. В 1922 году окончил пехотную школу имени СНК БССР. В 1939 году окончил Высшую сельскохозяйственную школу, после чего работал в Берёзовском райкоме ВКП(б) Брестской области. После начала Великой Отечественной войны – в эвакуации в Воронежской области.
В январе 1942 года был призван на службу в Рабоче-крестьянскую Красную Армию и направлен на фронт. Принимал участие в боях на Западном, Центральном, 3-м Белорусском, 1-м Украинском фронтах. В 1943 году окончил курсы политсостава Западного фронта. К июню 1944 года старший лейтенант И. И. Дьяков был парторгом батальона 494-го стрелкового полка 174-й стрелковой дивизии 31-й армии 3-го Белорусского фронта. Отличился во время освобождения Белорусской ССР.
23 июня 1944 года в бою за высоту в Дубровенском районе Витебской области, увлекая за собой бойцов, ворвался во вражескую траншею, уничтожив в рукопашной схватке около 15 солдат и офицеров противника, а также гранатой подорвал вражеский пулемёт. 15 июля 1944 года в ходе боёв за освобождение Гродно, заменив собой получившего ранение командира роты, повёл своих бойцов в атаку, лично уничтожив до 80 солдат и офицеров противника.
Указом Президиума Верховного Совета СССР от 24 марта 1945 года за «образцовое выполнение боевых заданий командования на фронте борьбы с немецкими захватчиками и проявленные при этом мужество и героизм» старший лейтенант Иосиф Дьяков был удостоен звания Героя Советского Союза с вручением ордена Ленина и медали «Золотая Звезда» за номером 6502.
В 1945 году в звании старшего лейтенанта был уволен в запас. Проживал в Гомеле, находился на партийной работе. С 1970 года на пенсии. Умер 11 января 1984 года, похоронен в Гомеле.

## Награды и звания
Был также награждён орденами Отечественной войны I и II степени, двумя орденами Красной Звезды, рядом медалей.

## Память
В 2017 году одной из новых улиц города Гродно было присвоено имя И. И. Дьякова.
Стела в честь И. И. Дьякова установлена на Аллее Героев в Гомеле (ул. Советская).
Имя Героя присвоено студенческому отряду "Спутник" (сформирован из учащихся Долголесской средней школы и Руднемаримоновской базовой школы).